# Javi Rodríguez Nebreda
Javi Rodríguez Nebreda (Santa Coloma de Gramanet, Barcelona, 26 de marzo de 1974), más conocido como Javi Rodríguez, es un exjugador español de fútbol sala, nombrado en Futsal Awards Mejor "Mejor Jugador del Mundo" en 2005.
Ocupaba la demarcación de delantero y militó la mayor parte de su carrera en Playas de Castellón FS y FC Barcelona. Como internacional de la selección española de la que fue capitán, logró dos Campeonatos Mundiales (2000 y 2004) y cuatro Eurocopas, siendo el futbolista con más internacionalidades, con un total de 170 convocatorias.

## Trayectoria
Nacido en Santa Coloma de Gramanet, Javi Rodríguez comenzó a jugar al fútbol y posteriormente pasó al fútbol sala. Con 16 años formó parte en un equipo de fútbol sala local que jugaba en Primera Nacional "A", el Sant Andreu. Dos años más tarde, en la temporada 1992-93, firmó su primer contrato profesional con el Industrias García, un equipo de su ciudad natal que jugaba en la División de Honor.
Rodríguez estuvo en el club colomense cinco temporadas, hasta que en la temporada 1997-98 recaló en las filas del Playas de Castellón FS. Su presencia coincidió con la mejor época deportiva de la entidad. Con los castellonenses, el jugador consiguió dos campeonatos de liga (1999-00 y 2000-01), una Supercopa de España y tres Copas de la UEFA. A título personal, la Liga Nacional de Fútbol Sala le premió como mejor jugador del año 2001.
En el año 2006, el Fútbol Club Barcelona fichó a Javi Rodríguez como su referente para relanzar la sección de fútbol sala, en un proyecto a largo plazo donde sería el capitán. Con el club culé, el jugador logró su primer título nacional en la campaña 2010-11, cuando consiguió su primera Copa de España y la Copa del Rey.

### Selección nacional
La mayoría de su palmarés lo ha conseguido al frente de la selección española, donde ostenta el récord absoluto de convocatorias y es el capitán. Su debut con el combinado nacional fue el 3 de octubre de 1995 frente a Bélgica. Con España, ganó dos Campeonatos Mundiales (2000 y 2004) y cuatro Eurocopas (2001, 2005, 2007 y 2010) siendo, con 170, el jugador con más internacionalidades y el máximo goleador de la selección con 99 goles.

## Clubes
| Club                            | País   | Año       |
| ------------------------------- | ------ | --------- |
| Industrias García               | España | 1992-1997 |
| Playas de Castellón Fútbol Sala | España | 1997-2006 |
| Fútbol Club Barcelona           | España | 2006-2012 |

## Palmarés

### Campeonatos nacionales
| Título            | Club                   | País   | Año     |
| ----------------- | ---------------------- | ------ | ------- |
| División de Honor | Playas de Castellón FS | España | 1999-00 |
| División de Honor | Playas de Castellón FS | España | 2000-01 |
| Supercopa         | Playas de Castellón FS | España | 2004    |
| Copa de España    | Fútbol Club Barcelona  | España | 2011    |
| Copa del Rey      | Fútbol Club Barcelona  | España | 2010-11 |
| División de Honor | Fútbol Club Barcelona  | España | 2010-11 |
| Copa de España    | Fútbol Club Barcelona  | España | 2012    |
| Copa del Rey      | Fútbol Club Barcelona  | España | 2011-12 |
| Primera División  | Fútbol Club Barcelona  | España | 2011-12 |

### Campeonatos internacionales
| Título               | Club                   | País   | Año     |
| -------------------- | ---------------------- | ------ | ------- |
| Campeonato de Europa | Playas de Castellón FS | España | 2000-01 |
| Copa de la UEFA      | Playas de Castellón FS | España | 2001-02 |
| Copa de la UEFA      | Playas de Castellón FS | España | 2002-03 |
| Copa de la UEFA      | Fútbol Club Barcelona  | España | 2011-12 |

### Campeonatos de selecciones
| Título             | Selección          | País            | Año  |
| ------------------ | ------------------ | --------------- | ---- |
| Campeonato Mundial | Selección española | Guatemala       | 2000 |
| Eurocopa           | Selección española | Rusia           | 2001 |
| Campeonato Mundial | Selección española | China Taipéi    | 2004 |
| Eurocopa           | Selección española | República Checa | 2005 |
| Eurocopa           | Selección española | Portugal        | 2007 |
| Eurocopa           | Selección española | Hungría         | 2010 |

### Distinciones individuales
| Distinción                                           | Año  |
| ---------------------------------------------------- | ---- |
| Mejor jugador de la Liga Nacional de Fútbol Sala     | 2001 |
| Mejor ala derecho de la Liga Nacional de Fútbol Sala | 2001 |
| Mejor ala derecho de la Liga Nacional de Fútbol Sala | 2004 |
| Balón de Plata de la FIFA al mejor jugador           | 2004 |
| Futsal Awards Mejor jugador del mundo                | 2005 |
| Mejor jugador de la Eurocopa                         | 2010 |

## Condecoraciones
| Distinción                                       | Año  |
| ------------------------------------------------ | ---- |
| Medalla de Oro - Real Orden del Mérito Deportivo | 2013 |